# Integan
Integan is een Vlaams telecommunicatiebedrijf. Het beheert het kabelnetwerk in de regio Antwerpen en verzorgt de distributie van televisie, radio, internet, telefonie en datacommunicatie.
Integan werd begin jaren 70 opgericht in Hoboken als intercommunale voor de distributie van kabeltelevisie. Het kreeg de naam Intercommunale voor Teledistributie van het Gewest Antwerpen, waarvan Integan een acroniem is. In 2003 veranderde het bedrijf van intercommunale tot opdrachthoudende vereniging. De naam Integan bleef daarbij behouden. In 2008 sloot Integan een akkoord met Telenet, waarbij het zijn televisieactiviteiten overdroeg aan dit bedrijf, maar het kabelnetwerk behield. Sindsdien is het geen aanbieder meer van televisie, maar alleen nog kabelnetwerkbeheerder.
Sinds 1996 is Integan een deel van Interkabel Vlaanderen.